# Heinrich Wuttke
Johann Karl Heinrich Wuttke (Brieg, 1818. február 12. – Lipcse, 1876. június 14.) német történetíró.

## Élete
1841-ben magántanár lett Lipcsében és az akkori politikai mozgalmakban is részt vett. 1848-ban a frankfurti parlament tagja, majd egyetemi tanár lett. Később, a nemzetgyűlésben a nagy-német párt egyik megalapítójaként és kiváló tagjaként szerepelt. Idővel azonban szenvedélyes poroszgyűlölővé vált és Lassale táborához csatlakozott.

## Nevezetesebb munkái
- Die Entwickelung der Verhältnisse Schlesiens bis zum Jahre 1740 (1832-43, 2 köt.)
- Polen und Deutsche (1847)
- Die Völkerschlacht bei Leipzig (1863)
- Die deutschen Zeitschriften (1866)
- Städtebuch des Landes Posen (1864)
- Wilhelm von Oranine (1864)
- Geschichte der Schrift und des Schrifttums (I. köt., 1873)
- Zur Vorgeschichte der Bartholomäusnacht (Lipcse, 1879)